# Acer opalus obtusatum
L'acero d'Ungheria (Acer opalus subsp. obtusatum (Waldst & Kit. ex Wild.) Gams.) è una pianta appartenente alla famiglia delle Sapindaceae.

## Descrizione
Albero alto fino a 20 metri con chioma densa.
Le foglie sono decidue ed opposte a cinque lobi ottusi, di cui due molto piccoli, simili a quelle dell'Acero napoletano anche se più piccole. Sono di colore verde e nella pagina inferiore si presentano grigio tomentose.
Le samare si presentano con le ali arcuate a semicerchio.

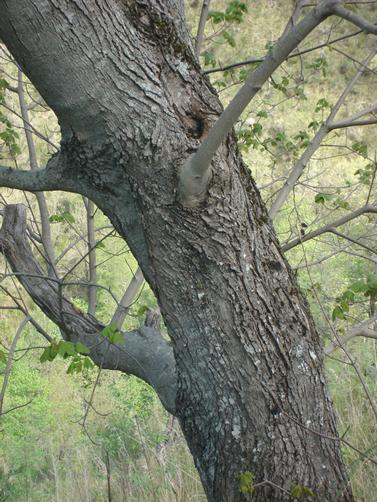
Il tronco
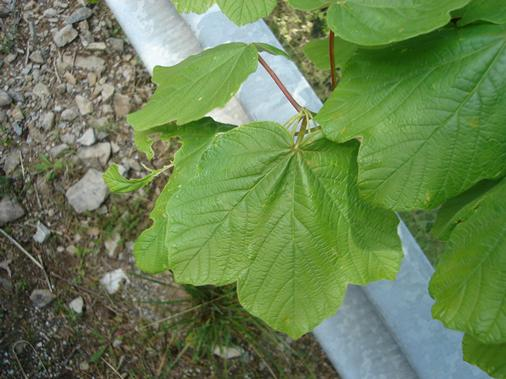
Le foglie
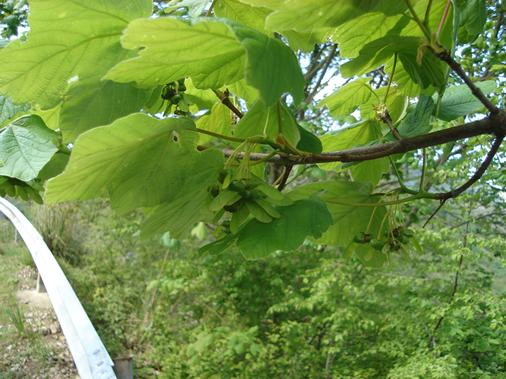
Le samare

## Distribuzione e habitat
Questa sottospecie è diffusa in Ungheria, nella penisola balcanica, in Italia centro meridionale, in Sicilia, in Corsica e in Algeria..
Le popolazioni dell'Italia centro-meridionale sono state descritte in passato come una sottospecie a sé stante, Acer opalus subsp. neapolitanum  (Ten.) Sánchez Gómez & Güemes; tale entità non è attualmente riconosciuta e viene considerato un mero sinonimo di Acer opalus subsp. obtusatum.